# Cyrtandroideae
Cyrtandroideae es una subfamilia perteneciente a la familia Gesneriaceae.

## Tribus
Tiene las siguientes tribus:
- Cyrtandreae - Didymocarpeae - Klugieae - Trichosporeae